# Le passeggiate d'Euclide
Le passeggiate d'Euclide (La Promenade d'Euclide) è un dipinto di René Magritte, creato nel 1955 ed esposto al Minneapolis Institute of Art, a Minneapolis.
Il dipinto rappresenta una tela posta su un cavalletto, su cui è dipinto il paesaggio che si vede dalla finestra di fronte a cui è posta, confondendo realtà e rappresentazione.
Il titolo, che richiama il matematico greco Euclide, allude ai due triangoli posti al centro della tela: essi rappresentano una torre cilindrica e un viale cittadino, ma ad un primo sguardo, essendo simili per forma e dimensione, possono sembrare uguali.